# Xylophanes alcides
Xylophanes alcides är en fjärilsart som beskrevs av Jean Baptiste Boisduval 1875. Xylophanes alcides ingår i släktet Xylophanes och familjen svärmare. Inga underarter finns listade i Catalogue of Life.